# Barry Davies
Barry Davies, född 1981 i Carmarthen, tidigare rugbyunionsspelare, som spelade med Wales-laget 2006, som ytterback. 